# Ujong Tanjong (Meureubo)
Ujong Tanjong is een bestuurslaag in het regentschap Aceh Barat van de provincie Atjeh, Indonesië. Ujong Tanjong telt 1274 inwoners (volkstelling 2010).